# Friedrich Harder
Friedrich Harder (* 22. Dezember 1891 in Ahlten; † 3. Februar 1944 im Lazarett Auschwitz) war ein deutscher SS-Hauptscharführer.
Harder war von August 1943 bis Januar 1944 Lagerführer im Zigeunerlager Auschwitz, eines Abschnitts des Vernichtungslagers Auschwitz-Birkenau. Er starb, nachdem er von Häftlingen des Lagers „gezielt mit Fleckfieber angesteckt“ wurde.
Am 20. April 1943 erhielt er die Kriegsverdienstmedaille.